# Wiehenvenator
Віхенвенатор (Wiehenvenator) — рід мегалозаврових тероподових динозаврів з середньої юри (келовей) північно-західної Німеччини. Рід налічує один вид — Wiehenvenator albati, описаний у 2016 році Олівером Раутом, Томом Р. Хюбнером і Клаусом-Пітером Лансером. Знахідка привернула велику увагу преси й отримала неофіційну назву — Чудовисько Міндена (нім. Das Monster von Minden).

## Історія відкриття

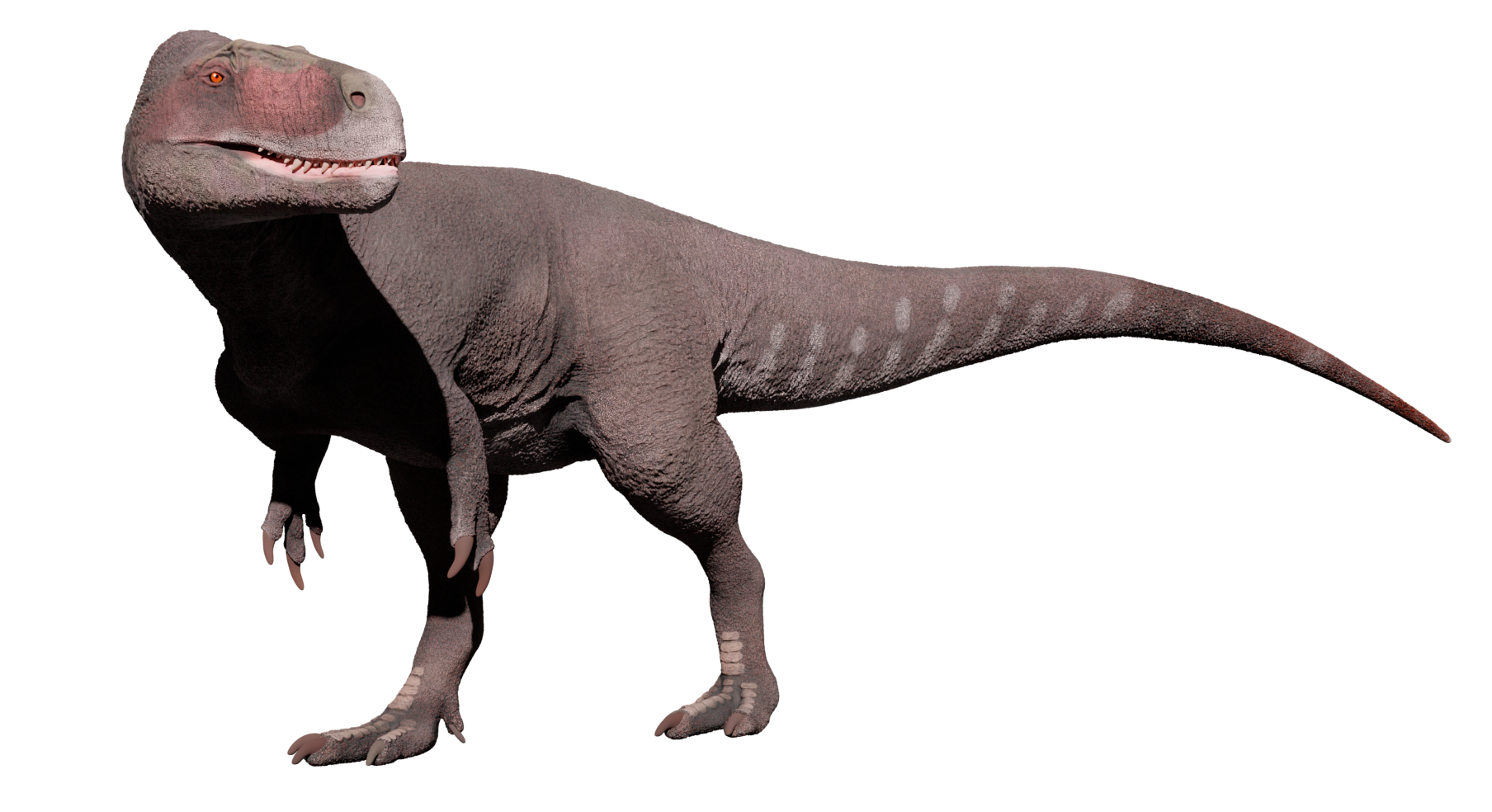
Реставрація на основі близького родича — торвозавра

У 1998 році геолог Фрідріх Альбат, проводячи розкопки для Музею природничої історії Вестфален-Ліппе, знайшов рештки великого теропода в занедбаному кар'єрі Потта на пагорбах Віхен поблизу Міндена, Вестфалія. Рештки були знайдені в формації Орнатентон, геологічному утворенні, що складається переважно з аргілітів, пісковиків і горизонту карбонатних конкрецій. Фрагментований скелет теропода, знайдений з-поміж великої кількості морських безхребетних і скам'янілої деревини, був розкопаний між жовтнем 1998 і жовтнем 2001 року. На момент знахідки кістки були сильно вивітрені з навколишніх відкладів і дещо погано збереглися. Із-за численних зламів та тріщин, виявлених в матеріалі, скам'янілість ризикувала бути зруйнованою при вилученні з матриці, тому команда розкопок вирішила, замість цього, помістити її в оболонки, які згодом були підготовлені в лабораторіях Музею природи LWL.
У 2015 році було оголошено, що знахідка була ідентифікована як новий вид мегалозавра. У 2016 році скам'янілості були названі та описані як типовий вид Wiehenvenator albati Олівером В. М. Раутом, Томом Р. Хюбнером та Клаусом-Петером Лансером. Родова назва поєднує в собі відсилання на «Wiehengebirge», німецьку назву Віхенських пагорбів, і латинське «venator» («мисливець»). Видова назва вшановує першовідкривача тварини — Фрідріха Альбата.

## Опис

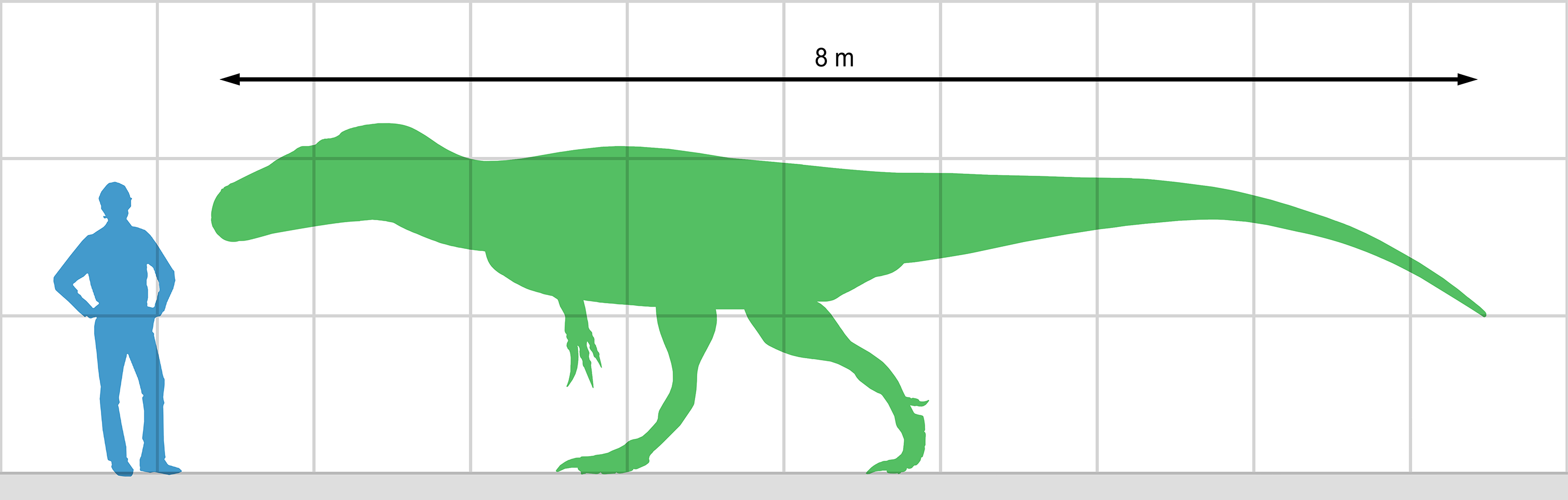
Розміри віхенвенатора в порівнянні з людиною

Типовий зразок віхенвенатора складається з різноманітних кісток, знайдених у формації Орнатентон, що датується середнім келовеєм. Це частини черепа (права передщелепна, права верхня щелепа, права сльозова кістка, права посторбітальна та, можливо, передня гілка правої квадратно-виличної кістки), передні відділи правої нижньої щелепи (зубні), шість зубів, три хвостові хребці, пара зрощених серединних сегментів черевних ребер, одне ціле ребро та чотири фрагменти ребер, фаланга пальця, обидві малогомілкові кістки, права надп'яткова та права п'яткова кістка. Всі ці кістки вважалися такими, що належать одному індивіду. Гістологічний аналіз його малогомілкових кісток дозволяє припустити, що голотип Wiehenvenator albati був щонайменше на дев'ятому році життя, однак, вік на момент смерті міг бути десять чи більше років. Рештки вказували на те, що тварина активно росла, але її ріст поступово сповільнювався. Таким чином зразок був ідентифікований як молода майже статевозріла особа.
Публікація в німецькому виданні National Geographic, що ребро нововинайденого віхенвенатора на 50 % більше, ніж в алозавра, викликала припущення, що звір міг сягати до 15 метрів завдовжки. У 2012 році Томас Хольц оцінив його довжину в 12 метрів. Інші дослідники дійшли висновку про менші розміри: Мікі Мортимер у 2003 році оцінила тварину в 7—8 метрів завдовжки й вагою від 0,75 до 1,2 тонни.
Довжину віхенвенатора можна оцінити, екстраполюючи розміри його верхньої щелепи, яка становить 82 % довжини верхньої щелепи Torvosaurus gurneyi, довжину якого, своєю чергою, оцінюють у 10 метрів. Ще одну оцінку можна отримати з того факту, що його хвостові хребці та малогомілкові кістки віхенвенатора приблизно рівні за довжиною хвостовим хребцям Torvosaurus tanneri, якого оцінюють у 9 метрів завдовжки, що робить віхенвенатора одним з найбільших з відомих європейських тероподів.

## Палеоекологія
Після відкриття перших решток віхенвенатора, члени команди розкопок повернулися на місце і продовжили пошуки інших матеріалів в околицях. Після пошуків на глибині 35 м на схід і захід від орнатентонської формації було знайдено кілька вивітрених хребцевих центрів і зубів ліоплевродона. Рік потому, в середині жовтня 1999 року, за 28,5 м на північний захід від першого місцезнаходження були знайдені рештки другого теропода, що складалися з фрагмента верхньої щелепи, фрагментів кісток і зуба. 3 жовтня 2014 року в зарослому кар'єрі на заході почесний член Музею природознавства LWL виявив череп і нижні щелепи крокодиломорфа Metriorhynchus. Ці численні відкриття означають, що в майбутньому у формації може бути знайдено ще більше викопного матеріалу.